# Джордж Кромер

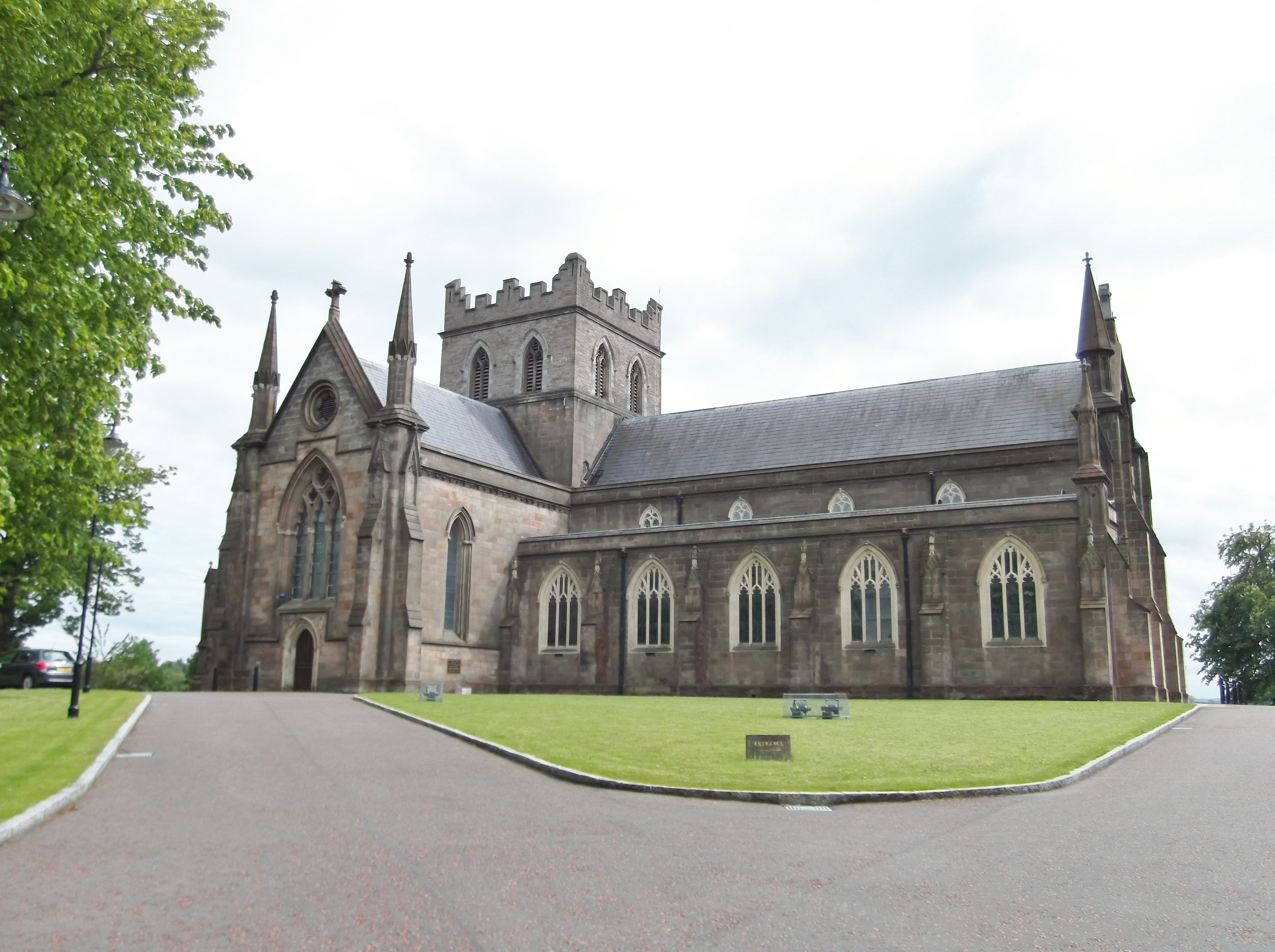
Кафедральний собор Святого Патрика в Ірландії, Арма — резиденція архієпископів Арма.

Джордж Кромер (помер 16 березня 1542) — відомий ірландський політик англійського походження, архієпископ Арма, примас всієї Ірландії, лорд-канцлер Ірландії в часи правління Генріха VIII — короля Англії та Ірландії.

## Походження
Джордж Кромер належав до родини Кромер (або Кроумер). Родина походила з Танстолла, з Кента і Кромера, графство Норфолк. Він був молодшим сином сера Джеймса Кромера з Танстолла (помер у 1503 році) і Кетрін Кантелоу — дочки сера Вільяма Кантелоу, багатого купця з Мілк-стріт у Лондоні. Ймовірно, він народився близько 1470 року. Його називали доктором богослов'я, і, здається, до 1518 року він був королівським капеланом при англійському дворі. У 1522 році його висвятили в сан архієпископа.

## Кар'єра в Ірландії
Реформація церкви на Британських островах влаштована королем Англії та Ірландії Генріхом VIII зачепила Джорджа Кромера. Кар'єра і саме його життя опинилось під загрозою — король Англії Генріх VIII підозрював його у прихильності до католицизму і нелояльності до короля. Але він продовжував займати посаду архієпископа графства Арма. Папа усунув його з посади, позбавив сану і звинуватив в єресі. Здоров'я його в той час суттєво погіршилось. Він був обраний лордом-канцлером Ірландії і займав цю посаду в 1532—1534 роках, будучи заступником Джеральда ФіцДжеральда, ІХ графа Кілдер, чия родина домінувала в ірландській політиці з 1470-х років до кінця 1530-х років і володіла такою владою, що їх називали «некоронованими королями Ірландії». Коли Фіцджеральди (Геральдіни) втратили свою владу під час повстання Шовкового Томаса, лояльність Джорджа Кромера, природно, була поставлена під сумнів, навіть незважаючи на те, що він намагався запобігти повстанню (у 1536 році він виступив проти Актів верховенства, які зробили Генріха VIII Верховним Главою Церкви Англії). Джорджа Кромера було відсторонено від посади лорд-канцлера Ірландії, і він ледве уникнув судового переслідування за державну зраду, що переважно закінчувалась стратою. В останні роки життя він був відновлений в обмеженій королівській милості, і йому було дозволено відвідувати парламент у 1541 році, але він помер наступного року.